# William Shawn McKnight
William Shawn McKnight (Wichita, 26 de junho de 1968) é um prelado católico americano que serviu como Arcebispo de Kansas City, no Kansas, desde 2025. Anteriormente, ele serviu como Bispo de Jefferson City de 2017 a 2025.

## Biografia

### Vida pregressa
W. Shawn McKnight nasceu em 26 de junho de 1968, em Wichita, Kansas, filho de William McKnight e Mary McKnight. Após a morte de William McKnight em um acidente, Mary Gary Schaffer... Shawn McKnight tem uma irmã e cinco irmãos. Planejando uma carreira na medicina, McKnight frequentou a Universidade de Dallas , em Dallas, Texas. Durante um retiro conduzido por um capelão da universidade, McKnight começou a pensar em se tornar padre.
Depois de receber o título de Bacharel em Ciências em bioquímica pela Universidade de Dallas em 1990, McKnight ingressou no Pontifício Colégio Josephinum em Columbus, Ohio. Ele recebeu os títulos de Mestre em Teologia e Mestre em Divindade pelo Josephinum em 1994.

### Sacerdócio
McKnight foi ordenado sacerdote na Catedral da Imaculada Conceição em Wichita pelo Bispo Eugene Gerber em 28 de maio de 1994, para a Diocese de Wichita.Após sua ordenação em 1994, a diocese designou McKnight como vigário paroquial na Paróquia do Santíssimo Sacramento em Wichita.
McKnight viajou para Roma em 1997 para estudar no Pontifício Ateneu Santo Anselmo, recebendo uma Licenciatura em Teologia Sagrada em 1999. Após seu retorno ao Kansas naquele ano, a diocese o nomeou administrador paroquial da Paróquia de São Patrício em Chanute, Kansas . Em 2000, ele também foi nomeado capelão na Universidade Newman em Wichita. Em 2001, McKnight retornou ao Ateneu, onde recebeu o título de Doutor em Teologia Sagrada em 2001.
Em 2003, McKnight foi para Ohio para se tornar diretor de liturgia e membro do corpo docente do Josephinum. Ele também foi designado para a equipe pastoral da Paróquia de Santa Maria, na Diocese de Columbus. Durante seus cinco anos no Josephinum, McKnight também ocupou os seguintes cargos:
- Decano dos estudantes de 2004 a 2006
- Diretor de formação de 2006 a 2007
- Vice-presidente para o desenvolvimento e relações com ex-alunos de 2007 a 2008[5]

Após retornar ao Kansas em 2008, a Diocese de Wichita designou McKnight como pároco da Paróquia do Santíssimo Sacramento em Wichita, cargo que ele ocuparia por três anos.
Em 2010, McKnight foi para Washington DC para servir a Conferência dos Bispos Católicos dos Estados Unidos (USCCB) em sua Secretaria para o Clero, Vida Consagrada e Vocações. Esta posição auxilia os padres em seu ministério, auxilia o Comitê de Proteção à Criança e ao Jovem e aborda as preocupações do sacerdócio com o público.
Após concluir seu mandato na USCCB em 2015, McKnight foi nomeado pároco da Paróquia Magdalen em Wichita . Ele serviu lá de 2015 a 2018.

### Bispo de Jefferson City

Brasão de armas como bispo de Jefferson City

Brasão com o antigo logotipo diocesano

O Papa Francisco nomeou McKnight bispo de Jefferson City em 21 de novembro de 2017. McKnight foi o quinto bispo vindo da Diocese de Wichita desde 1998. Ele foi consagrado em 6 de fevereiro de 2018.
Em novembro de 2018, McKnight divulgou uma lista de 33 padres diocesanos e irmãos religiosos com acusações credíveis de abuso sexual de menores. Ele fez esta declaração:
Hoje, não pode haver segredos em nossa diocese. Prometo priorizar o cuidado com as vítimas, seus entes queridos e suas comunidades. Nossos antigos ensinamentos sociais católicos exigem que tenhamos uma opção preferencial pelos pobres, e isso se aplica especialmente àqueles que foram vítimas do clero de nossa própria Igreja.
McKnight faz parte da equipe de planejamento do Projeto Ciência e Fé na Formação de Seminários da Universidade John Carroll . O objetivo do projeto é:
“...permitir que os seminaristas e o clero católicos romanos se envolvam nas questões mais amplas da ciência que são naturalmente parte da investigação teológica e pertinentes aos cristãos contemporâneos que vivem num mundo profundamente influenciado, se não dominado, pela ciência e pela tecnologia.”
Em novembro de 2024, McKnight gerou polêmica por emitir e revogar rapidamente um decreto que proibia vários hinos populares, incluindo “All Are Welcome” de Marty Haugen , das liturgias diocesanas. O decreto inicial, “Sugestões de configurações de missa e hinos proibidos”. Depois de receber respostas apaixonadas da comunidade católica, McKnight substituiu o decreto por uma nova diretiva enfatizando a consulta sinodal sobre música litúrgica.

### Arcebispo Metropolitano de Kansas City, Kansas
Em 8 de abril de 2025, o Papa Francisco o nomeou arcebispo metropolitano de Kansas City, no Kansas. Ele foi empossado em 27 de maio de 2025.

## Palestras e aulas
- A Associação Nacional de Diretores de Diaconato (NADD), o Instituto Nacional de Diaconato para Educação Continuada e outros programas de diaconato convidaram McKnight para ser palestrante em seus encontros.
- Em 2005, McKnight deu uma aula no Josephinum chamada “O Diácono do Rito Latino”.
- O Programa de Formação de Diáconos Permanentes de St. Meinrad no Seminário St. Meinrad em Indiana ofereceu uma aula chamada “Teologia do Diácono”, ministrada por McKnight de 2005 a 2010.

## Publicações
McKnight escreveu uma dissertação sobre o diaconato permanente sob a orientação do Padre James Puglisi. The Deacon Reader e The Newman Review publicaram alguns dos escritos de McKnight sobre o diaconato .
McKnight é o autor de Understanding the Diaconate, publicado pela Catholic University of America Press. Um trecho afirma:
A compreensão do diaconato soma os recursos da sociologia e da antropologia às fontes teológicas das Escrituras, da liturgia, dos textos da era patrística, dos teólogos e dos ensinamentos magisteriais para concluir que o diácono pode ser entendido como "intermediário social e símbolo das comunidades", que serve à participação dos leigos na vida e na missão da Igreja. Esta pesquisa propõe o diácono como servidor do vínculo de comunhão dentro da Igreja (facilitando a relação entre o bispo ou sacerdote e seu povo) e entre o Povo de Deus e o indivíduo em necessidade.